# Тодор Хълчев
Тодор Георгиев Хълчев е български революционер, деец на Вътрешна македоно-одринска революционна организация.

## Биография
Хълчев е роден в 1867 година в ксантийското село Кръстополе, тогава в Османската империя, днес Ставруполи, Гърция. Остава без образование. Занимава се с търговия с жито. В 1898 година пътува до Дойран и там научава за съществуването на ВМОРО. При връщането си в Кръстополе се опитва да създаде революционен комитет, но учителят Борис Чанев от Плевня му отказва съдействие.
През лятото на 1900 година е покръстен от Владимир Бочуков в Райково. Образува и ръководи революционен комитет в Кръстополе, в който влизат братята му Васил и Атанас Хълчеви, Недялко Килев, Димитър Бечиров, Щерю Георгиев (Гочев), Иван Белков, Михаил Палатев, Петър Херов, Михаил Караджов, Георги Матинов, Георги Бодуров, Щерю Керезов, Стамат Бечов, Александър Вулев, Киряк Чулбуров, Сава Гочев, Тодор Бечиров, Сава Колцев, Нашо Вулев и други.
Христо Караманджуков нарича Хълчев
| „ | ...човек с практичен и подвижен ум, още трудолюбив и родолюбив... | “ |

В 1901 година ръководството на комитета е възложено от Коруев на Александър Вълев.